# 19801 Karenlemmon
19801 Karenlemmon è un asteroide della fascia principale. Scoperto nel 2000, presenta un'orbita caratterizzata da un semiasse maggiore pari a 2,8688673 UA e da un'eccentricità di 0,0771607, inclinata di 1,41278° rispetto all'eclittica.